# Guerra fria (termo)
Guerra fria é um estado de conflito entre nações que não envolve uma ação militar direta, mas é exercida principalmente através de ações econômicas e políticas, propaganda, atos de espionagem ou de guerras por procuração travadas pelos substitutos. Os substitutos são tipicamente os Estados que são "satélites" das nações em conflito, ou seja, nações aliadas a elas ou sob sua influência política. Os oponentes em uma guerra fria, muitas vezes, fornecem ajuda econômica ou militar, tais como armas, apoio tático ou conselheiros militares, para nações menores envolvidas em conflitos com o país adversário.

## Origens do termo
A expressão "guerra fria" tem historicamente possuído uma série de significados, sendo raramente usada antes de 1945. Alguns escritores creditam ao espanhol do século XIV, Don Juan Manuel, o primeiro uso do termo (em espanhol), ao tratar do conflito entre cristianismo e islamismo como uma "guerra fria". No entanto, usou-se o termo "tépido" e não "frio". A palavra "frio" apareceu pela primeira vez em uma tradução defeituosa de seu trabalho no século XIX.
Definindo as características diferenciais entre uma "guerra fria" e uma "guerra quente". "Guerra que é muito feroz e termina muito quente, quer com a morte ou a paz; enquanto que uma guerra fria não proporciona paz nem confere honra àqueles que travar-la.".
Após a Segunda Guerra Mundial, George Orwell usou o termo no ensaio “You and the Atomic Bomb”, publicado em 19 de outubro de 1945, no jornal britânico Tribune. Contemplando um mundo vivendo à sombra da ameaça de uma guerra nuclear, advertiu que uma "paz que não há paz", que ele chamou de uma permanente "guerra fria".  Orwell se referiu diretamente a essa guerra como o confronto ideológico entre a União Soviética e as potências ocidentais.  Além disso, no The Observer de 10 de março de 1946, Orwell escreveu que "[após] a conferência de Moscou em dezembro passado, a Rússia começou a fazer uma "guerra fria" com a Grã-Bretanha e o Império Britânico.".
A definição que agora se tornou fixa é de uma guerra travada por meio do conflito indireto. O primeiro uso do termo nesse sentido, para descrever as tensões geopolíticas pós-Segunda Guerra Mundial entre a União Soviética e seus satélites e os Estados Unidos e seus aliados europeus ocidentais é atribuída a Bernard Baruch, um financista estadunidense e conselheiro presidencial.  Na Carolina do Sul, em 16 de abril de 1947, ele discursou (para o jornalista Herbert Bayard Swope) dizendo: "Não nos deixemos ser enganados: estamos hoje no meio de uma guerra fria". O repórter-colunista Walter Lippmann daria ao termo ampla circulação com o livro Cold War (1947).
O termo tem sido usado para descrever o conflito regional entre Irã e Arábia Saudita  e dos conflitos ao longo da fronteira russa.